# アンジェス
アンジェス株式会社は、遺伝子医薬開発を行う日本のバイオ製薬企業。

## 概要
1984年、当時：徳島大学医学部酵素研究施設助教授の中村敏一（創業者）のグループが三菱化成と同時期に発見した肝細胞増殖因子の研究の発展となる、1999年12月、当時：大阪大学医学部助教授の森下竜一（創業者）による研究成果を基に発足。翌年6月、「メドジーン バイオサイエンス」に商号変更。2001年10月に「アンジェス エムジー」に、2004年3月に「アンジェス MG」に、2017年7月に「アンジェス株式会社」に商号変更した。所在地については、2001年7月、本社を大阪府豊中市に、2004年9月、本社及び研究所を茨木市内の彩都に移転している。
2002年9月に大学発創薬型バイオベンチャー(遺伝子治療薬の創薬企業)として初めて東証マザーズに上場した。

## 研究開発
以下の3つのプロジェクトが進捗している。
- HGF遺伝子治療薬 - ベペルミノゲンペルプラスミド、AMG0001、注射剤。HGF（肝細胞増殖因子、hepatocyte growth factor）の遺伝子を患部に投与することにより血管の新生を促し、末梢性血管疾患（閉塞性動脈硬化症やバージャー病）や虚血性心疾患（狭心症や心筋梗塞）の治療を行う。
- NFκBデコイオリゴ - AMG0101、軟膏剤（アトピー性皮膚炎）、注射剤（椎間板性腰痛症）。デコイ（decoy=囮）とは、ゲノム上の転写因子結合部分に転写因子が着地することを阻害して遺伝子の働きを抑える働きをする短い核酸 (DNA) であり、核酸医薬の一種。免疫反応を強める遺伝子のスイッチである転写因子 NFκB に対するデコイを投与して、アトピー性皮膚炎や関節リウマチなどの免疫炎症性疾患の治療を行う。
- DNAワクチン - AGMG0201、注射剤。遺伝子医薬（プラスミドDNA製剤）で発現させた抗原に対する液性免疫を誘導して標的分子の作用を中和することで、癌などの難治性疾患や生活習慣病（高血圧）の治療を行う。

これらの医薬品の開発・販売にあたって、塩野義製薬、田辺三菱製薬といった日本の製薬企業や、イスラエルのカマダ（Kamada Ltd.）、韓国のバイオリーダース（BioLeaders Corporation）、米国のバイカル（Vical, Inc.）と一部提携を結んでいる。
同社の「HGF遺伝子治療薬」（コラテジェン）は2008年3月に厚労省に製造販売の承認申請を行うが、2010年9月臨床成績の不足から申請取り下げを行っている。その後、同社は米国を中心とした国際共同治験を2014年10月から開始したが、臨床患者が会社想定に反し予定期間で集まらなかったため米国・欧州での治験を中止した。2016年からは日本での申請を目指し、2019年3月26日、重症虚血肢を対象としたコラテジェンの条件及び期限付製造販売承認を取得、国内では初の遺伝子治療用製品となった。同年9月4日に薬価基準に収載、9月10日より田辺三菱製薬が販売、製造販売後承認条件評価を期限の5年内に実施し、本承認を取得することが課せられている。全身的にHGFの増加は見られていないが、HGFによる悪性腫瘍の成長促進の可能性が考えられる。
2020年3月5日、同社医療アドバイザーの森下の研究室とタカラバイオとで新型コロナウイルス感染症の感染を防ぐ、DNAプラスミドベースのワクチンを共同開発すると発表。同年6月25日に第1/2相臨床試験を大阪市立大学医学部附属病院での実施を承認し、同病院と治験契約を締結し、一般公募で被験者を募り2020年6月末から2021年7月末の期間で実施する事を発表した。しかしその後行った治験において十分な効果が得られないことが判明し、2021年11月5日に最終治験の断念を発表。同年8月より開始した改良ワクチンの治験を数年かけて行うこととなった。
2022年9月7日、臨床試験で効果を確認できなかったことを理由に、2020年3月から開発を進めてきた新型コロナウイルスワクチンの開発を中止したと発表した。山田英社長は「安全性に問題はなかったが、期待した水準に至らなかった」とコメントした。これまで、同社の開発には厚生労働省などから約75億円の補助金が投入され、20年4月に吉村洋文・大阪府知事が「（20年）9月にも実用化したい」と発言したことで注目を集めた。

## 不祥事
- 2012年2月 - 創業者である森下竜一に対してHGF特許料として75,000,000円を支払った後に契約の無効を理由に返還を請求。これを貸倒引当金繰入額として特別損失に計上すると発表したが、最終的には返還請求を取り消し、研究開発費としてこれを計上するに至った[15]。
- 2013年8月 - 金融庁はアンジェス株を巡るインサイダーで50代男性に課徴金を納付するよう命じた[16]。調査の結果インサイダー情報はアンジェスの役員が出所と判明した。

## 増資
- 2011年 2月 - 塩野義製薬を割当先とする第三者割当により、約3億円を調達[17]。
- 2012年 6月 - 塩野義製薬を割当先とする第三者割当により、約2億円を調達[18]。
- 2013年 3月 - A-1合同会社、夢真ホールディングス、夢テクノロジーを割当先とする第三者割当により、約4億円を調達[19]。
- 2013年 9月 - メリルリンチ日本証券を割当先とする第三者割当により、約20億円を調達[20]。
- 2014年 4月 - フォレストフィールド1号投資事業有限責任組合を割当先とする第三者割当により、約5億円を調達[21]。
- 2014年 9月 - ライツイシューを施行し、約60億円の資金調達[22]。
- 2015年 5月 - EVO FUNDを割当先とする第三者割当により、約26億円を調達予定も約7億円で中止[23]。
- 2016年 4月 - 三田証券を割当先とする第三者割当により、約30億円を調達[24]。
- 2016年10月 - 三田証券を割当先とする第三者割当により、約18億円を調達[25]。
- 2017年 6月 - クレディ・スイス証券を割当先とする第三者割当により、約23億円を調達[26]。
- 2017年 9月 - リーディング証券を割当先とする第三者割当を実施。約80億円を調達を見込む[27]。

## 事業所
- 本社（大阪府茨木市）
- 彩都研究所（大阪府茨木市）
- 東京支社（東京都港区）

## 主要グループ企業
- AnGes,Inc. (Maryland, USA)

## 受賞
- 第1回産学官連携功労者表彰文部科学大臣賞受賞（2003年）
- 第1回日本バイオベンチャー大賞受賞
- 大阪活力グランプリ受賞
- 大阪府／平成23年度知財顕彰準グランプリ受賞(2011.9.26)
- 「Japan Venture Awards（JVA） 2011」受賞（2011年2月16日）